# Bestiar

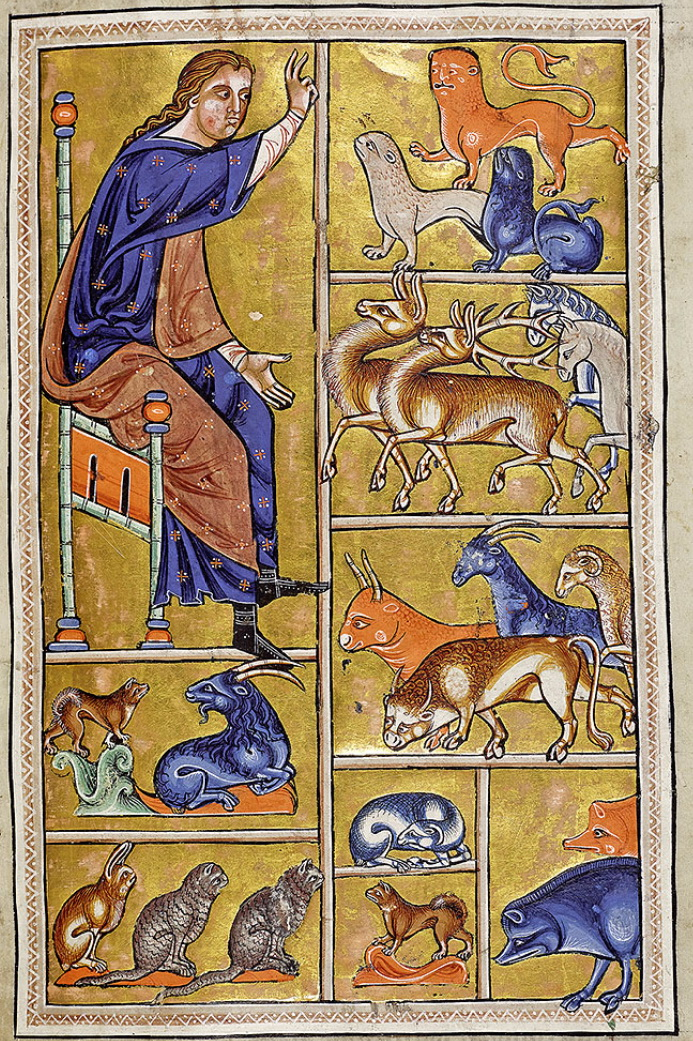
Detaliu din Bestiarul de la Aberdeen (secolul al XII-lea).

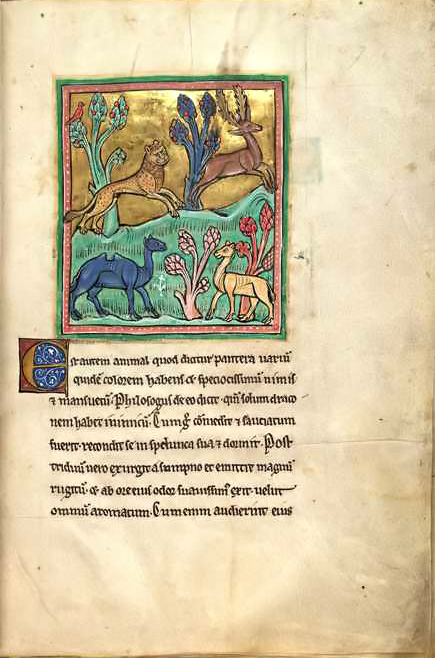
„Leopardul”, Bestiarul de la Rochester.

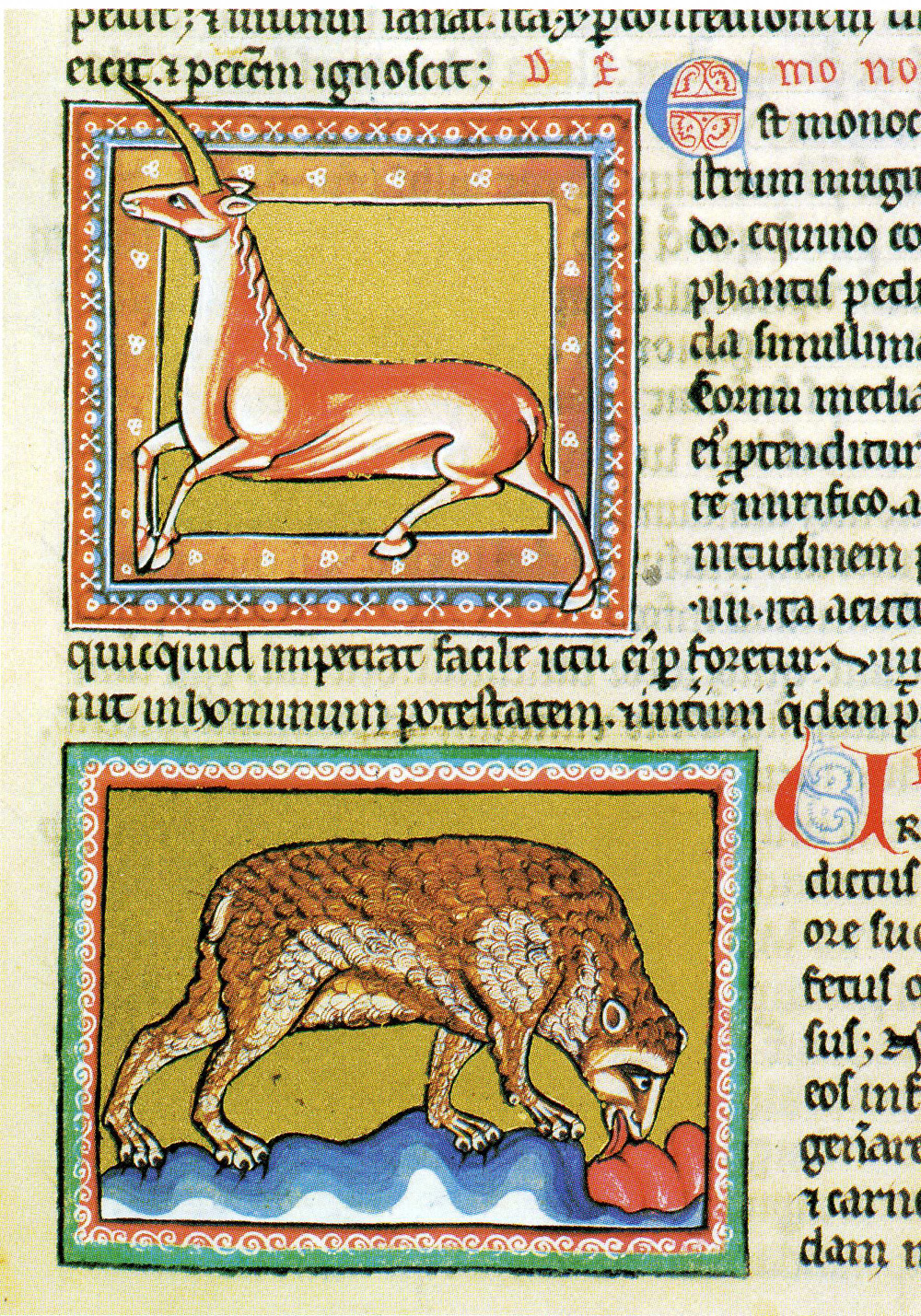
Pagina uni bestiar englez de la începutul secolului al-XIII.

Un bestiar sau bestiarium este un text care descrie animale sau fiare. Originare din Lumea Antică, bestiarele au devenit populare în Evul Mediu, când formau o categorie specială de cărți care colecta scurte descrieri ale animalelor (reale și imaginare), însoțite de explicații moralizante și referințe din Biblie. Acest fapt reflecta convingerea că lumea însăși este Cuvântul lui Dumnezeu și că fiecare ființă vie avea propriul său scop special. De exemplu, pelicanul, despre care se credea că își rupe pieptul pentru a-și aduce puii la viață cu propriul sânge, era o reprezentare vie a lui Isus. Astfel, bestiarele sunt o referință la limbajul simbolic al animalelor din arta și literatura creștină occidentală. Alte colecții, asemănătoare în aspect, dar cu subiecte diferite, sunt lapidariile (care descriau proprietățile rocilor și mineralelor) și ierbarele (adesea cu scop medical), care descriau plantele.

## Istoric
Originea îndepărtată a acestor texte, care astăzi au o mare importanță istorică, se găsește, pentru lumea occidentală, în texte antice, cum ar fi lucrarea greacă Fiziologul (adică cercetătorul naturii) care oferă interpretarea animalelor și caracteristicile lor într-o cheie simbolică și religioasă (prin urmare, de exemplu, leul, regele animalelor, este asociat cu Hristos). Textul a fost, de asemenea, tradus în latină și, pe parcursul istoriei, a fost îmbogățit cu detalii și imagini, devenind un bestiar în toate privințele. În schimb, alte surse pot fi găsite la autori latini, inclusiv Pliniu cel Bătrân, Solinus și Sfântul Ambrozie.
Bestiarul a fost printre cele mai populare texte din nordul Europei în timpul Evului Mediu (aproximativ în anii 500–1500). Creștinii medievali înțelegeau fiecare element al lumii ca o manifestare a lui Dumnezeu, iar bestiarele s-au concentrat în mare parte pe semnificația religioasă a fiecărui animal.
După opera Fiziologul, Sfântul Isidor din Sevilla (Cartea XII a Etimologiei) și Sfântul Ambrozie au extins mesajul religios cu referire la pasaje din Biblie și din Septuaginta. Ei și alți autori au extins sau modificat în mod liber modele preexistente, rafinând în mod constant conținutul moral fără interes sau acces la mai multe detalii cu privire la creaturile descrise. Cu toate acestea, relatările adesea fanteziste despre animale erau citite pe scară largă și, în general, se credea că erau adevărate. Câteva observații găsite în bestiare, cum ar fi migrarea păsărilor, au fost ignorate de filosofii naturali din secolele ulterioare, pentru a fi redescoperite în era științifică modernă.
Bestiarele medievale sunt remarcabil de asemănătoare în ordinea animalelor care tratează. Aceste texte erau deosebit de populare în Anglia și Franța în jurul secolului al XII-lea și erau în principal compilații de texte anterioare. Bestiarul de la Aberdeen⁠(d) este unul dintre cele mai cunoscute dintre cele peste 50 de bestiare manuscrise care au supraviețuit astăzi.
Bestiarele au influențat heraldica pe tot parcursul Evului Mediu, oferind, de asemenea, idei pentru forma artistică, și continuă tot astăzi să inspire blazonele moderne.
Chiar și artistul Leonardo da Vinci a creat propriul său bestiar.
Un tip special de bestiar de origine medievală timpurie (secolul al VIII-lea) care conține exclusiv animale fantastice sau creaturi monstruoase este Liber monstrorum de diversis generibus („Carte a diferite tipuri de monștri”). În acest caz, nu există dorința de a moraliza în favoarea încercării de a uimi cititorii cu minuni venite în mare parte de la autori clasici latini. Cu toate acestea, nu lipsesc expunerile la cazuri teratologice. Acest text este însoțit și de desene.
Bestiarele sunt, de asemenea, surse pentru reprezentările didactic-moralizatoare ale animalelor în sculptura romanică și gotică. De exemplu, lăcomia este simbolizată de lup, păcatul de balaur, tentațiile de sirenă, erezia de centaur, pofta de maimuță, deșertăciunea de pisică, fidelitatea de câine și puritatea de inorog.